# ۱-اکتاکزانول
۱-اکتاکزانول (به انگلیسی: 1-Octacosanol) یک ترکیب شیمیایی با شناسه پاب‌کم ۶۸۴۰۶ است. 